# César a la millor fotografia
El César a la millor fotografia és un premi cinematogràfic francès entregat des de 1976 per l'Acadèmia de les Arts i Tècniques del Cinema de França (en francès: Académie des arts et techniques du cinéma).

## Palmarès
- Font: Pàgina oficial del premi.

### Dècada del 1970
| Any                                     | Títol original             | Títol en català    | Director de fotografía | Pais |
| --------------------------------------- | -------------------------- | ------------------ | ---------------------- | ---- |
| 1976                                    |                            |                    |                        |      |
| Black Moon                              | Lluna negra                | Sven Nykvist       | Suècia                 |      |
| La chair de l'Orchidée                  | La tija de l'orquídia      | Pierre Lhomme      | França                 |      |
| Le sauvage                              | El meu home és un salvatge | Pierre Lhomme      | França                 |      |
| Le vieux fusil                          | El vell fusell             | Étienne Becker     | França                 |      |
| 1977                                    |                            |                    |                        |      |
| Barocco i La Meilleure façon de marcher | -                          | Bruno Nuytten      | França                 |      |
| Docteur Françoise Gailland              | Doctora Françoise Gailland | Claude Renoir      | França                 |      |
| Le jouet                                | -                          | Étienne Becker     | França                 |      |
| Monsieur Klein                          | El senyor Klein            | Gerry Fischer      | Regne Unit             |      |
| Police python 357                       | Policia Python 357         | Étienne Becker     | França                 |      |
| Une femme fidèle                        | -                          | Claude Renoir      | França                 |      |
| 1978                                    |                            |                    |                        |      |
| Le crabe-tambour                        | -                          | Raoul Coutard      | França                 |      |
| Dites-lui que je l'aime                 | -                          | Pierre Lhomme      | França                 |      |
| L'imprécateur                           | -                          | Andréas Winding    | França                 |      |
| Providence                              | Providence                 | Ricardo Aronovich  | Argentina              |      |
| 1979                                    |                            |                    |                        |      |
| Molière                                 | Molière                    | Bernard Zitzermann | França                 |      |
| La Chambre verte                        | L'habitació verda          | Néstor Almendros   | Catalunya              |      |
| Judith Therpauve                        | -                          | Pierre Lhomme      | França                 |      |
| Une histoire simple                     | -                          | Jean Boffety       | França                 |      |

### Dècada del 1980
| Any                       | Títol original            | Títol en català      | Director de fotografía | Pais |
| ------------------------- | ------------------------- | -------------------- | ---------------------- | ---- |
| 1980                      |                           |                      |                        |      |
| Tess                      | Tess                      | Ghislain Cloquet     | Bèlgica                |      |
| Buffet froid              | -                         | Jean Penzer          | França                 |      |
| Perceval le gallois       | Perceval le Gallois       | Néstor Almendros     | Catalunya              |      |
| Les soeurs Brontë         | Les germanes Brontë       | Bruno Nuytten        | França                 |      |
| 1981                      |                           |                      |                        |      |
| Le dernier métro          | L'últim metro             | Néstor Almendros     | Catalunya              |      |
| La Banquière              | -                         | Bernard Zitzermann   | França                 |      |
| La Mort en direct         | -                         | Pierre-William Glenn | França                 |      |
| Mon oncle d'Amérique      | El meu oncle d'Amèrica    | Sacha Vierny         | França                 |      |
| 1982                      |                           |                      |                        |      |
| Diva                      | -                         | Philippe Rousselot   | França                 |      |
| Garde à vue               | -                         | Bruno Nuytten        | França                 |      |
| La guerre du feu          | La recerca del foc        | Claude Agostini      | França                 |      |
| Malevil                   | -                         | Jean Penzer          | França                 |      |
| 1983                      |                           |                      |                        |      |
| La truite                 | La truita                 | Henri Alekan         | França                 |      |
| Les Misérables            | -                         | Edmond Richard       | França                 |      |
| Passion                   | -                         | Raoul Coutard        | França                 |      |
| Une chambre en ville      | Una habitació a la ciutat | Jean Penzer          | França                 |      |
| 1984                      |                           |                      |                        |      |
| Tchao pantin              | -                         | Bruno Nuytten        | França                 |      |
| Le bal                    | La sala de ball           | Ricardo Aronovitch   | Argentina              |      |
| La Lune dans le caniveau  | -                         | Philippe Rousselot   | França                 |      |
| Mortelle randonnée        | -                         | Pierre Lhomme        | França                 |      |
| 1985                      |                           |                      |                        |      |
| Un dimanche à la campagne | -                         | Bruno de Keyzer      | França                 |      |
| L'amour à mort            | L'amor fins al final      | Sacha Vierny         | França                 |      |
| Carmen                    | Carmen                    | Pasqualino De Santis | Itàlia                 |      |
| Fort Saganne              | Fort Saganne              | Bruno Nuytten        | França                 |      |
| 1986                      |                           |                      |                        |      |
| On ne meurt que deux fois | -                         | Jean Penzer          | França                 |      |
| Harem                     | -                         | Pasqualino De Santis | Itàlia                 |      |
| Rendez-vous               | Rendez-vous               | Renato Berta         | Suïssa                 |      |
| Subway                    | -                         | Carlo Varini         | Suïssa                 |      |
| 1987                      |                           |                      |                        |      |
| Thérèse                   | -                         | Philippe Rousselot   | França                 |      |
| Jean de Florette          | -                         | Bruno Nuytten        | França                 |      |
| Mauvais sang              | -                         | Jean-Yves Escoffier  | França                 |      |
| Mélo                      | Mélo                      | Charles Van Damme    | Bèlgica                |      |
| 1988                      |                           |                      |                        |      |
| Au revoir les enfants     | -                         | Renato Berta         | Suïssa                 |      |
| Miss Mona                 | -                         | Patrick Blossier     | França                 |      |
| Sous le soleil de satan   | Sota el sol de Satanàs    | Willy Kurant         | Bèlgica                |      |
| 1989                      |                           |                      |                        |      |
| Camille Claudel           | -                         | Pierre Lhomme        | França                 |      |
| Le grand bleu             | El gran blau              | Carlo Varini         | Suïssa                 |      |
| L'ours                    | L'os                      | Philippe Rousselot   | França                 |      |

### Dècada del 1990
| Any                                  | Títol original              | Títol en català                                                   | Director de fotografía | Pais |
| ------------------------------------ | --------------------------- | ----------------------------------------------------------------- | ---------------------- | ---- |
| 1990                                 |                             |                                                                   |                        |      |
| Nocturne indien                      | -                           | Yves Angelo                                                       | França                 |      |
| Trop belle pour toi                  | -                           | Bertrand Blier                                                    | França                 |      |
| La vie et rien d'autre               | La vida i res més           | Bruno de Keyzer                                                   | França                 |      |
| 1991                                 |                             |                                                                   |                        |      |
| Cyrano de Bergerac                   | Cyrano de Bergerac          | Pierre Lhomme                                                     | França                 |      |
| Le mari de la coiffeuse              | El marit de la perruquera   | Eduardo Serra                                                     | Portugal               |      |
| Nikita                               | Nikita                      | Thierry Arbogast                                                  | França                 |      |
| 1992                                 |                             |                                                                   |                        |      |
| Tous les matins du monde             | Tots els matins del món     | Yves Angelo                                                       | França                 |      |
| Delicatessen                         | Delicatessen                | Darius Khondji                                                    | Iran                   |      |
| Van Gogh                             | Van Gogh                    | Gilles Henry i Emmanuel Machuel                                   | França                 |      |
| 1993                                 |                             |                                                                   |                        |      |
| Indochine                            | Indoxina                    | François Catonné                                                  | França                 |      |
| L'accompagnatrice                    | -                           | Yves Angelo                                                       | França                 |      |
| L'amant                              | -                           | Robert Fraisse                                                    | França                 |      |
| Un coeur en hiver                    | Un cor a l'hivern           | Yves Angelo                                                       | França                 |      |
| 1994                                 |                             |                                                                   |                        |      |
| Germinal                             | Germinal                    | Yves Angelo                                                       | França                 |      |
| Bleu                                 | Tres colors: Blau           | Sławomir Idziak                                                   | Polònia                |      |
| Smoking/no smoking                   | No Smoking                  | Renato Berta                                                      | Suïssa                 |      |
| 1995                                 |                             |                                                                   |                        |      |
| La reine Margot                      | La reina Margot             | Philippe Rousselot                                                | França                 |      |
| Le colonel Chabert                   | -                           | Bernard Lutic                                                     | França                 |      |
| Léon                                 | El professional             | Thierry Arbogast                                                  | França                 |      |
| 1996                                 |                             |                                                                   |                        |      |
| Le hussard sur le toit               | -                           | Thierry Arbogast                                                  | França                 |      |
| La cité des enfants perdus           | La ciutat dels nens perduts | Darius Khondji                                                    | Iran                   |      |
| La Haine                             | -                           | Pierre Aïm                                                        | França                 |      |
| 1997                                 |                             |                                                                   |                        |      |
| Microcosmos : Le Peuple de l'herbe   | -                           | Thierry Machado, Claude Nuridsany, Marie Pérennou i Hugues Ryffel | França Suïssa          |      |
| Les caprices d'un fleuve             | -                           | Jean-Marie Dreujou                                                | França                 |      |
| Ridicule                             | Ridícul                     | Thierry Arbogast                                                  | França                 |      |
| 1998                                 |                             |                                                                   |                        |      |
| Le cinquième élément                 | El cinquè element           | Thierry Arbogast                                                  | França                 |      |
| Artemisia                            | Artemisia                   | Benoît Delhomme                                                   | França                 |      |
| Le bossu                             | -                           | Jean-François Robin                                               | França                 |      |
| 1999                                 |                             |                                                                   |                        |      |
| Ceux qui m'aiment prendront le train | -                           | Éric Gautier                                                      | França                 |      |
| Place Vendôme                        | -                           | Laurent Dailland                                                  | França                 |      |
| La vie rêvée des anges               | -                           | Agnès Godard                                                      | França                 |      |

### Dècada del 2000
| Any                                 | Títol original                       | Títol en català                    | Director de fotografía | Pais |
| ----------------------------------- | ------------------------------------ | ---------------------------------- | ---------------------- | ---- |
| 2000                                |                                      |                                    |                        |      |
| Himalaya l'enfance d'un chef        | -                                    | Éric Guichard i Jean-Paul Meurisse | França                 |      |
| La Fille sur le pont                | -                                    | Jean-Marie Dreujou                 | França                 |      |
| Jeanne d'Arc                        | Joana d'Arc                          | Thierry Arbogast                   | França                 |      |
| 2001                                |                                      |                                    |                        |      |
| Beau travail                        | -                                    | Agnès Godard                       | França                 |      |
| Les destinées sentimentales         | Els destins sentimentals             | Éric Gautier                       | França                 |      |
| Les rivières pourpres               | Els rius de color porpra             | Thierry Arbogast                   | França                 |      |
| 2002                                |                                      |                                    |                        |      |
| La chambre des Officiers            | -                                    | Tetsuo Nagata                      | Japó                   |      |
| Le fabuleux destin d'Amélie Poulain | Amélie                               | Bruno Delbonnel                    | França                 |      |
| Sur mes lèvres                      | Llegeix-me els llavis                | Mathieu Vadepied                   | França                 |      |
| 2003                                |                                      |                                    |                        |      |
| Le pianiste                         | La pianista                          | Paweł Edelman                      | Polònia                |      |
| 8 femmes                            | -                                    | Jeanne Lapoirie                    | França                 |      |
| Amen                                | -                                    | Patrick Blossier                   | França                 |      |
| 2004                                |                                      |                                    |                        |      |
| Bon voyage                          | -                                    | Thierry Arbogast                   | França                 |      |
| Les égarés                          | -                                    | Agnès Godard                       | França                 |      |
| Monsieur N.                         | -                                    | Pierre Aïm                         | França                 |      |
| 2005                                |                                      |                                    |                        |      |
| Un long dimanche de fiançailles     | Llarg diumenge de festeig            | Bruno Delbonnel                    | França                 |      |
| Clean                               | -                                    | Éric Gautier                       | França                 |      |
| Deux frères                         | -                                    | Jean-Marie Dreujou                 | França                 |      |
| 2006                                |                                      |                                    |                        |      |
| De battre mon coeur s'est arrêté    | De tant bategar se m'ha parat el cor | Stéphane Fontaine                  | França                 |      |
| Les amants réguliers                | -                                    | William Lubtchansky                | França                 |      |
| Gabrielle                           | -                                    | Éric Gautier                       | França                 |      |
| 2007                                |                                      |                                    |                        |      |
| Lady Chatterley                     | Lady Chatterley                      | Julien Hirsch                      | França                 |      |
| Coeurs                              | Assumptes privats en llocs públics   | Éric Gautier                       | França                 |      |
| Indigènes                           | Dies de glòria                       | Patrick Blossier                   | França                 |      |
| Ne le dis à personne                | -                                    | Christophe Offenstein              | França                 |      |
| OSS 117 - Le Caire nid d'espions    | OSS 117: El Caire, niu d'espies      | Guillaume Schiffman                | França                 |      |
| 2008                                |                                      |                                    |                        |      |
| La Môme                             | La vida en rosa                      | Tetsuo Nagata                      | Japó                   |      |
| Le deuxième souffle                 | -                                    | Yves Angelo                        | França                 |      |
| L'ennemi intime                     | -                                    | Giovanni Fiore Coltellacci         | Itàlia                 |      |
| Le scaphandre et le papillon        | L'escafandre i la papallona          | Janusz Kaminski                    | Polònia                |      |
| Un secret                           | -                                    | Gérard de Battista                 | França                 |      |
| 2009                                |                                      |                                    |                        |      |
| Séraphine                           | Séraphine                            | Laurent Brunet                     | França                 |      |
| Faubourg 36                         | -                                    | Tom Stern                          | Estats Units           |      |
| Home                                | -                                    | Agnès Godard                       | França                 |      |
| Mesrine                             | Mesrine                              | Robert Gantz                       | Estats Units           |      |
| Un conte de Noël                    | -                                    | Éric Gautier                       | França                 |      |

### Dècada del 2010
| Any                                                     | Títol original                                | Títol en català        | Director de fotografía | Pais |
| ------------------------------------------------------- | --------------------------------------------- | ---------------------- | ---------------------- | ---- |
| 2010                                                    |                                               |                        |                        |      |
| Un prophète                                             | Un profeta                                    | Stéphane Fontaine      | França                 |      |
| À l'Origine                                             | -                                             | Glynn Speeckaert       | Bèlgica                |      |
| Coco avant Chanel                                       | Coco, de la rebel·lia a la llegenda de Chanel | Christophe Beaucarne   | Bèlgica                |      |
| Les herbes folles                                       | Les males herbes                              | Éric Gautier           | França                 |      |
| Welcome                                                 | Welcome                                       | Laurent Dailland       | França                 |      |
| 2011                                                    |                                               |                        |                        |      |
| Des hommes et des dieux                                 | De déus i homes                               | Caroline Champetier    | França                 |      |
| Gainsbourg, vie héroïque                                | -                                             | Guillaume Schiffman    | França                 |      |
| La princesse de Montpensier                             | -                                             | Bruno de Keyzer        | França                 |      |
| The Ghost Writer                                        | L'escriptor                                   | Paweł Edelman          | Polònia                |      |
| Tournée                                                 | -                                             | Christophe Beaucarne   | Bèlgica                |      |
| 2012                                                    |                                               |                        |                        |      |
| The Artist                                              | The Artist                                    | Guillaume Schiffman    | França                 |      |
| L'Apollonide, souvenirs de la maison close              | -                                             | Josée Deshaies         | Canadà                 |      |
| L'exercice de l'Etat                                    | -                                             | Julien Hirsch          | França                 |      |
| Intouchables                                            | Intocable                                     | Mathieu Vadepied       | França                 |      |
| Polisse                                                 | -                                             | Pierre Aïm             | França                 |      |
| 2013                                                    |                                               |                        |                        |      |
| Les Adieux à la Reine                                   | L'adeu a la reina                             | Romain Winding         | França                 |      |
| Amour                                                   | Amor                                          | Darius Khondji         | Iran                   |      |
| De rouille et d'os                                      | De rovell i d'os                              | Stéphane Fontaine      | França                 |      |
| Holy Motors                                             | -                                             | Caroline Champetier    | França                 |      |
| Populaire                                               | -                                             | Guillaume Schiffman    | França                 |      |
| 2014                                                    |                                               |                        |                        |      |
| L'extravagant voyage du jeune et prodigieux T.S. Spivet | L'extraordinari viatge de T. S. Spivet        | Thomas Hardmeier       | Suïssa                 |      |
| L'inconnu du lac                                        | -                                             | Claire Mathon          | França                 |      |
| Michael Kohlhaas                                        | -                                             | Jeanne Lapoirie        | França                 |      |
| Renoir                                                  | Renoir                                        | Mark Lee Ping Bin      | República de la Xina   |      |
| La vie d'Adèle Chapitres 1 & 2                          | La vida d'Adèle                               | Sofian El Fani         | Tunísia                |      |
| 2015                                                    |                                               |                        |                        |      |
| Timbuktu                                                | Timbuktu                                      | Sofian El Fani         | Tunísia                |      |
| La bella i la bèstia                                    | La bella i la bèstia                          | Christophe Beaucarne   | Bèlgica                |      |
| Saint Laurent                                           | -                                             | Josée Deshaies         | Canadà                 |      |
| Sils Maria                                              | Viatge a Sils Maria                           | Yorick Le Saux         | França                 |      |
| Yves Saint Laurent                                      | Yves Saint Laurent                            | Thomas Hardmeier       | Suïssa                 |      |
| 2016                                                    |                                               |                        |                        |      |
| Valley of love                                          | -                                             | Christophe Offenstein  | França                 |      |
| Dheepan                                                 | Dheepan                                       | Éponine Momenceau      | França                 |      |
| Marguerite                                              | Madame Marguerite                             | Glynn Speeckaert       | Bèlgica                |      |
| Mustang                                                 | Mustang                                       | David Chizallet        | França                 |      |
| Trois souvenirs de ma jeunesse                          | Trois souvenirs de ma jeunesse                | Irina Lubtchansky      | França                 |      |
| 2017                                                    |                                               |                        |                        |      |
| Frantz                                                  | Frantz                                        | Pascal Marti           | França                 |      |
| Elle                                                    | Elle                                          | Stéphane Fontaine      | França                 |      |
| Les Innocentes                                          | Les innocents                                 | Caroline Champetier    | França                 |      |
| Ma Loute                                                | L'alta societat                               | Guillaume Deffontaines | França                 |      |
| Mal de pierres                                          | El somni de la Gabrielle                      | Christophe Beaucarne   | Bèlgica                |      |
| 2018                                                    |                                               |                        |                        |      |
| Au Revoir là-haut                                       | Ens veurem allà dalt                          | Vincent Mathias        | França                 |      |
| 120 battements par minute                               | 120 pulsacions per minut                      | Jeanne Lapoirie        | França                 |      |
| Barbara                                                 | -                                             | Christophe Beaucarne   | Bèlgica                |      |
| Les Gardiennes                                          | Les guardianes                                | Caroline Champetier    | França                 |      |
| Le Redoutable                                           | Mal geni                                      | Guillaume Schiffman    | França                 |      |
| 2019                                                    |                                               |                        |                        |      |
| Les Frères Sisters                                      | Els germans Sisters                           | Benoît Debie           | Bèlgica                |      |
| La Douleur                                              | Marguerite Duras: París 1944                  | Alexis Kavyrchine      | França                 |      |
| Le Grand Bain                                           | El gran bany                                  | Laurent Tangy          | França                 |      |
| Jusqu'à la garde                                        | -                                             | Nathalie Durand        | França                 |      |
| Mademoiselle de Joncquières                             | -                                             | Laurent Desmet         | França                 |      |

### Dècada del 2020
| Any                                                                   | Títol original                                              | Títol en català                  | Director de fotografía | Pais |
| --------------------------------------------------------------------- | ----------------------------------------------------------- | -------------------------------- | ---------------------- | ---- |
| 2020                                                                  |                                                             |                                  |                        |      |
| Portrait de la jeune fille en feu                                     | Retrat d'una dona en flames                                 | Claire Mathon                    | França                 |      |
| La Belle Époque                                                       | -                                                           | Nicolas Bolduc                   | Canadà                 |      |
| J'Accuse                                                              | L'oficial i l'espia                                         | Paweł Edelman                    | Polònia                |      |
| Les Misérables                                                        | Els miserables                                              | Julien Poupard                   | França                 |      |
| Roubaix, une lumière                                                  | -                                                           | Irina Lubtchansky                | França                 |      |
| 2021                                                                  |                                                             |                                  |                        |      |
| Adieu les cons                                                        | Adieu les cons                                              | Alexis Kavyrchine                | França                 |      |
| Adolescentes                                                          | -                                                           | Paul Guilhaume i Antoine Parouty | França                 |      |
| Antoinette dans les Cévennes                                          | Antoinette dans les Cévennes                                | Simon Beaufils                   | França                 |      |
| Les choses qu'on dit, les choses qu'on fait                           | Les coses que diem, les coses que fem                       | Laurent Desmet                   | França                 |      |
| Été 85                                                                | Été 85                                                      | Hichame Alaouie                  | Bèlgica                |      |
| 2022                                                                  |                                                             |                                  |                        |      |
| Illusions perdues                                                     | Les il·lusions perdudes                                     | Christophe Beaucarne             | Bèlgica                |      |
| Annette                                                               | Annette                                                     | Caroline Champetier              | França                 |      |
| Les Olympiades                                                        | París, districte 13                                         | Paul Guilhaume                   | França                 |      |
| Onoda, 10 000 nuits dans la jungle                                    | Onoda: 10.000 nits a la jungla                              | Tom Harari                       | França                 |      |
| Titane                                                                | Titane                                                      | Ruben Impens                     | Bèlgica                |      |
| 2023                                                                  |                                                             |                                  |                        |      |
| Pacifiction - tourment sur les îles                                   | Pacifiction                                                 | Artur Tort                       | Catalunya              |      |
| Les Amandiers                                                         | La gran joventut                                            | Julien Poupard                   | França                 |      |
| En corps                                                              | En corps                                                    | Alexis Kavyrchine                | França                 |      |
| La Nuit du 12                                                         | La nit del 12                                               | Patrick Ghiringhelli             | França                 |      |
| Saint Omer                                                            | Saint Omer                                                  | Claire Mathon                    | França                 |      |
| 2024                                                                  |                                                             |                                  |                        |      |
| Le Règne animal                                                       | Le Règne animal                                             | David Cailley                    | França                 |      |
| Anatomie d'une chute                                                  | Anatomia d'una caiguda                                      | Simon Beaufils                   | França                 |      |
| La Passion de Dodin Bouffant                                          | A foc lent                                                  | Jonathan Ricquebourg             | França                 |      |
| Le Procès Goldman                                                     | El cas Goldman                                              | Patrick Ghiringhelli             | França                 |      |
| Les Trois Mousquetaires : D'Artagnan Les Trois Mousquetaires : Milady | Els tres mosqueters: D'Artagnan Els tres mosqueters: Milady | Nicolas Bolduc                   | Canadà                 |      |
| 2025                                                                  |                                                             |                                  |                        |      |
| Emilia Pérez                                                          | Emilia Pérez                                                | Paul Guilhaume                   | França                 |      |
| Le Comte de Monte-Cristo                                              | El comte de Montecristo                                     | Nicolas Bolduc                   | Canadà                 |      |
| L'Amour ouf                                                           | -                                                           | Laurent Tangy                    | França                 |      |
| L'Histoire de Souleymane                                              | -                                                           | Tristan Galand                   | França                 |      |
| Miséricorde                                                           | -                                                           | Claire Mathon                    | França                 |      |

## Estadístiques

### Els més premiats
| Premis | Nom                | Anys             | Detalls       |
| ------ | ------------------ | ---------------- | ------------- |
| 3      | Thierry Arbogast   | 1996, 1998, 2004 | 8 nominacions |
| 3      | Yves Angelo        | 1990, 1992, 1994 | 6 nominacions |
| 3      | Philippe Rousselot | 1982, 1987, 1995 | 5 nominacions |
| 2      | Pierre Lhomme      | 1989, 1991       | 7 nominacions |
| 2      | Bruno Nuytten      | 1977, 1984       | 6 nominacions |
| 2      | Stéphane Fontaine  | 2006, 2010       | 4 nominacions |
| 2      | Tetsuo Nagata      | 2002, 2008       | 2 nominacions |

### Els més nominats
| Nominacions | Nom                  | Anys                                                | Detalls   |
| ----------- | -------------------- | --------------------------------------------------- | --------- |
| 8           | Thierry Arbogast     | 1991, 1995, 1996, 1997, 1998, 2000, 2001, 2004      | 3 premis  |
| 7           | Pierre Lhomme        | 1976 (2 candidatures), 1978, 1979, 1984, 1989, 1991 | 2 premis  |
| 7           | Éric Gautier         | 1999, 2001, 2005, 2006, 2007, 2009, 2010            | 1 premi   |
| 6           | Yves Angelo          | 1990, 1992, 1993 (2 candidatures), 1994, 2008       | 3 premis  |
| 6           | Bruno Nuytten        | 1977, 1980, 1982, 1984, 1985, 1987                  | 2 premis  |
| 6           | Christophe Beaucarne | 2010, 2011, 2015, 2017, 2018, 2022                  | 1 premi   |
| 5           | Philippe Rousselot   | 1982, 1984, 1987, 1989, 1995                        | 3 premis  |
| 5           | Caroline Champetier  | 2011, 2013, 2017, 2018, 2022                        | 1 premi   |
| 5           | Guillaume Schiffman  | 2007, 2011, 2012, 2013, 2018                        | 1 premi   |
| 4           | Stéphane Fontaine    | 2006, 2010, 2013, 2017                              | 2 premis  |
| 4           | Agnès Godard         | 1999, 2001, 2004, 2009                              | 1 premi   |
| 4           | Jean Penzer          | 1980, 1982, 1983, 1986                              | 1 premi   |
| 4           | Claire Mathon        | 2014, 2020, 2023, 2025                              | 1 premi   |
| 3           | Alexis Kavyrchine    | 2019, 2021, 2023                                    | 1 premi   |
| 3           | Bruno de Keyzer      | 1985, 1990, 2011                                    | 1 premi   |
| 3           | Néstor Almendros     | 1979, 1980, 1981                                    | 1 premi   |
| 3           | Pawel Edelman        | 2003, 2011, 2020                                    | 1 premi   |
| 3           | Renato Berta         | 1986, 1988, 1994                                    | 1 premi   |
| 3           | Paul Guilhaume       | 2021, 2022, 2025                                    | 1 premi   |
| 3           | Darius Khondji       | 1992, 1996, 2013                                    | Cap premi |
| 3           | Étienne Becker       | 1976, 1977 (2 candidatures)                         | Cap premi |
| 3           | Jean-Marie Dreujou   | 1997, 2000, 2005                                    | Cap premi |
| 3           | Jeanne Lapoirie      | 2003, 2014, 2018                                    | Cap premi |
| 3           | Patrick Blossier     | 1988, 2003, 2007                                    | Cap premi |
| 3           | Pierre Aïm           | 1996, 2004, 2012                                    | Cap premi |
| 3           | Nicolas Bolduc       | 2020, 2024, 2025                                    | Cap premi |

## Enlaços externs
- Lloc oficial dels César (francès)
- Els César per any a IMDb (francès)
- Els César per any a Filmaffinity (castellà)